# 西格弗里德·克勒
西格弗里德·克勒（德語：Siegfried Köhler，1935年10月6日—），德国男子自行车运动员。他曾代表德国联队参加1956年和1960年夏季奥林匹克运动会自行车比赛，其中1960年奥运会获得一枚银牌。